# Charles-Jean Ajalbert
Charles-Jean Ajalbert,  (° Paris, 16e, 22 mars 1896 - Clermont-en-Argonne, 28 novembre 1914) est un poète français

## Biographie
Il est le fils unique du poète Jean Ajalbert et de Dora Charlotte Dorian, fille de Charles Dorian.
Soldat de  2e classe au 113e régiment d'infanterie, il est mort à la suite de ses blessures le 28 novembre 1914 à Clermont-en-Argonne (Meuse).

## Distinction
Il fait partie des écrivains morts au combat durant la Première Guerre mondiale. Son nom figure parmi les écrivains morts au champ d'honneur, au Panthéon.

## Pour approfondir